# Begoeba
Begoeba is een dorp in het district Sipaliwini in Suriname. Het ligt aan de Boven-Surinamerivier. Het is vastgegroeid aan Goejaba (stroomopwaarts).
Abenaston · Adawai · Akisiaman · Akwaukondre · Amakakondre · Asenbaso · Asidonhopo · Atjoni · Aurora · Begoeba · Begoon · Bekiokondre · Bendikwai · Bendiwata · Biudoematoe  · Bofokoele · Botopasi · Dan · Dangogo · Daume · Debikè · Deboo · Djemongo · Djoemoe · Duwatra · Foetoenakaba · Gingiston · Goddo · Godowatra · Goejaba · Gran Slee · Grantatai · Gunsi · Heikoenoenoe · Jawjaw · Kaajapati · Kajana · Kambaloea · Kampoe · Koonoo · Kuututen · Ladouanie · Lespansi · Ligorio · Malobi · Malroseekondre · Masiakriki · Moitori · Nazaleti · Nieuw-Aurora · Padalafanti · Pambo Oko · Pikin Slee · Pingpe · Pokigron · Saloebanga · Semoisi · Soolan · Stonhoekoe · Tjaikondre · Toemaripa · Toetoeboeka